# Vânjuleț (gmina)
Vânjuleț – gmina w Rumunii, w okręgu Mehedinți. Obejmuje miejscowości Hotărani i Vânjuleț. W 2011 roku liczyła 1884 mieszkańców.